# Središnji odbor za zaštitu prava albanskog naroda
Središnji odbora za zaštitu prava albanskog naroda (alb. Komiteti Qendror për Mbrojet e të Drejtave të Kombësisë Shqiptare) bio je političko tijelo Albanaca. Osnovan je u glavnom gradu Osmanskog Carstva Carigradu jeseni 1877. godine.
Osnovala ga je skupina utjecajnih albanskih intelektualaca, domoljuba i političara kao što su Sami Frashëri, Pashko Vasa, Abdyl Frashëri, Jani Vreto, Ymer Prizreni, Zija Prishtina, Ahmet Koronica, Mihal Harito, Iljaz Dibra, Mehmet Ali Vrioni, Seid Toptani, Mustafa Nuri Vlora, Pandeli Sotiri, Hasan Tahsini, Koto Hoxhi i Mane Tahiri. Za predsjedatelja odbora izabran je Abdyl Frashëri.
Cilj ovog odbora bio je širenje zamisli o autonomnoj albanskoj regiji unutar Osmanskog Carstva, države koja se je polako ali postojano osipala. Namjere ovog odbora tiskane su u Tercuman i Sarku, a predviđali su jedinstveni albanski vilajet koji bi obuhvaćao kosovski, monastirski, janinski i skadarski vilajet, a govorilo se i o solunskom vilajetu.
Kako je rasla potpora odboru i zamisli ujedinjene autonomne Albanije, tako su se pristaše te zamisli odlučili susresti u gradu Prizrenu. Ovo je bio prvi susret koji je poslije postao poznat kao Prizrenska liga.